# Hans Van Laethem
Hans Van Laethem (* 7. Februar 1960 in Ninove) ist der Stadtausrufer der belgischen Stadt Ninove.
Bei den internationalen Wettkämpfen der „Stadtschreier“ feierte Van Laethem mehrfach Erfolge: zunächst wurde er 2000 Vizeweltmeister und 2002 in seiner Heimatstadt Europameister. 2005 wurde er der erste belgische Meister der Stadtschreier. Schließlich sicherte er sich im September 2005 im australischen Maryborough als erster Belgier auch den Weltmeistertitel. Bei der Veranstaltung setzte er sich mit seinen Vorträgen in Ninoofs dialect, einer Übergangsform von Ostflämisch zu Brabantisch gegen 64 Konkurrenten durch.
Nach seiner Rückkehr ernannte ihn seine Geburtsstadt zum Ehrenbürger. Der Gemeinderat von Ninove würdigte damit Van Laethems langjährige Tätigkeit als Stadtschreier und seine zahlreichen Erfolge, mit denen er die Stadt über die Grenzen Belgiens hinaus bekannt gemacht hat.
| Personendaten    | Personendaten                                        |
| ---------------- | ---------------------------------------------------- |
| NAME             | Van Laethem, Hans                                    |
| KURZBESCHREIBUNG | belgischer Stadtausrufer der belgischen Stadt Ninove |
| GEBURTSDATUM     | 7. Februar 1960                                      |
| GEBURTSORT       | Ninove                                               |